# イクニールド・ウェイ

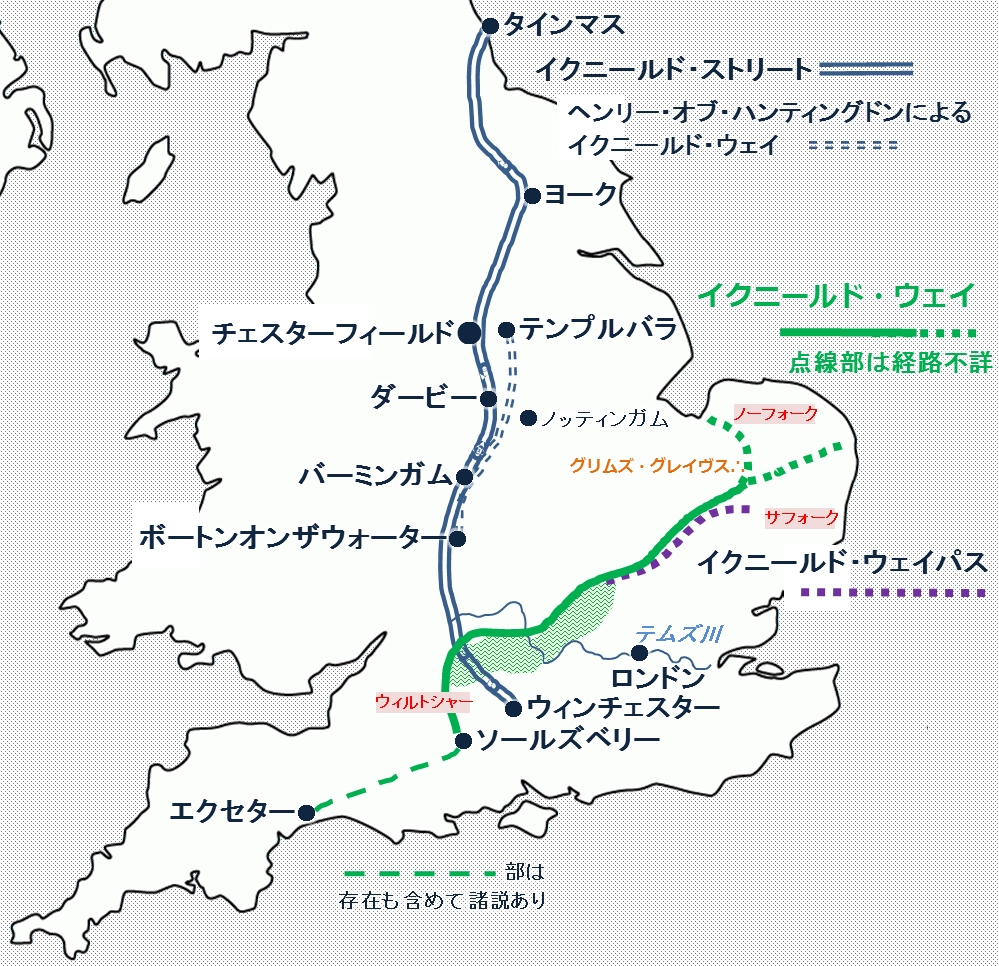
イクニールド・ウェイ概略地図

イクニールド・ウェイ（Icknield Way）はイングランドの古道である。イングランドでは最古の道の一つと考えられている。
ノーフォークからウィルトシャーへ、南イングランドを東西に結んでいる。この道は、バークシャー・ダウンズ（en:Berkshire Downs）やチルターン丘陵のような白亜層の斜面（chalk escarpment）に沿って通じている。ただし、その正確な経路はよくわかっていない。

## 概要
イクニールド・ウェイ（Icknield Way）の名称はケルト起源で、おそらくイケニ族（Iceni）の名に由来する。イケニ族が彼らの勢力圏であるイースト・アングリアと、他の地域との交易をコントロールするためにこの街道を作ったと考えられている。
イクニールド・ウェイは、イケニ族の本拠だったイースト・アングリアのノーフォーク地方を起点に、テムズ川上流地域を経由して、イングランド南西部のウィルトシャーを結んでいる。正確な経路はわかっていないが、各地に痕跡が遺されている。経路の大部分は、イングランド特有の石灰岩地層の崖に沿っていて、チルターン丘陵、バークシャー丘陵、ウェセックス丘陵の北縁を通る。経路上にはグリムズ・グレイヴス、アフィントンの白馬、ストーンヘンジが散在する。
イクニールド・ウェイはイギリス最古の道路の一つと考えられており、少なくとも鉄器時代（西暦43年のローマ人の侵入よりも早く）、ローマ人がブリテン島を征服する前から存在した長距離の道（trackway;踏み固められた道）として数少ないものの一つである。ただし、どのぐらい年代が遡るかについては諸説あり、先史時代まで遡るかどうかには疑問も持たれている。道はアングロサクソン時代を通して使用されていた。
なお、名前が似ているが全く異なるものとして、ローマ時代に作られたイクニールド・ストリートがある。これはイングランド南部のウィンチェスターと北部のヨーク、タインマスを南北に結ぶ街道である。古い史料のなかにはイクニールド・ウェイとイクニールド・ストリートが混用されていると思われるものもある。
また、イクニールド・ウェイを再現したトレッキングコースとしてイクニールド・ウェイパスが近年設けられている。

## 経路

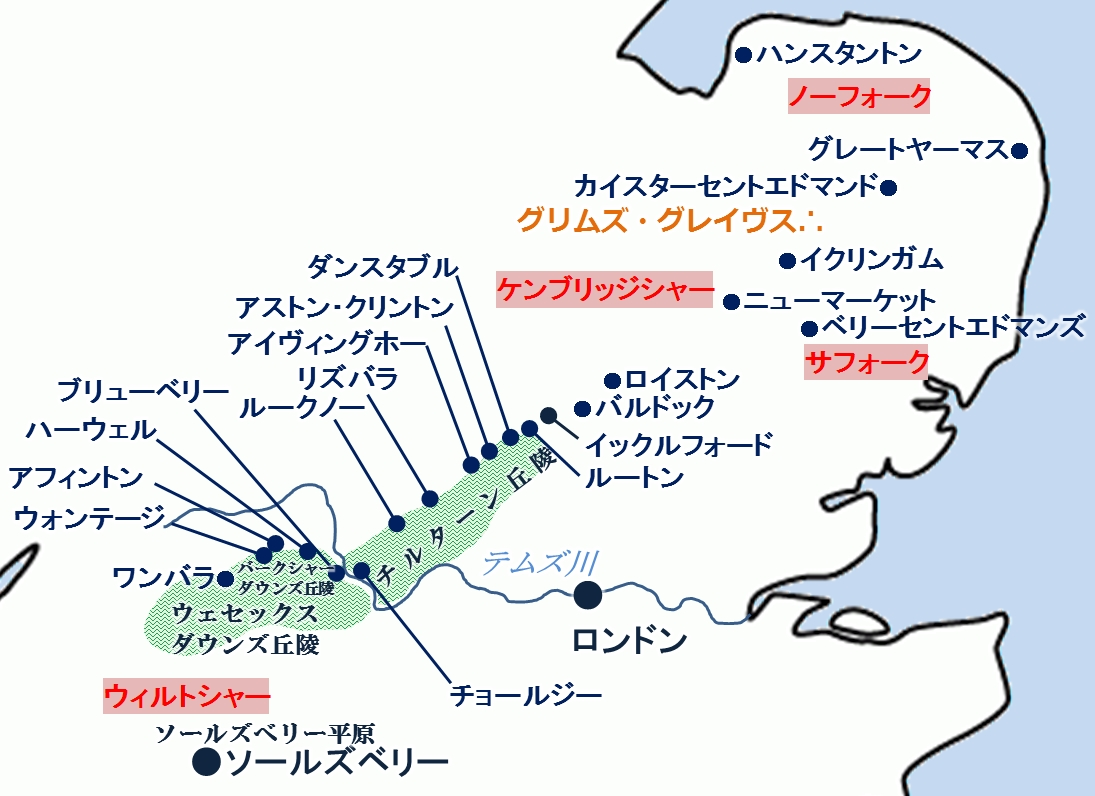
正確な経路はわからないが、概ね丘陵地帯の北縁を通る。

イクニールド・ウェイの正確な経路はわからない。はっきりと痕跡のある部分もあれば、諸説あって定まらない経路もある。一部は複数の経路に分かれており、家畜の群れを率いていくために季節によって使い分けられていたと考えられている。

### 起点
北東側の起点（ノーフォーク側）には諸説あり、サフォークのイクリンガム（Icklingham）、ノーフォークのカイスター・セント・エドマンド（Caistor St Edmund、古名Venta Icenorum、イケニ族の本拠だった町）、グレート・ヤーマス、ハンスタントン（Hunstanton）辺りが候補である。
イクニールド・ウェイは白亜層に沿って南西に進み、ニューマーケットを通り、ケンブリッジシャーに入る。ケンブリッジシャーでは、ストリートウェイ（アシュウェル・ウェイ）、ディッチ・ウェイなど様々な経路に分かれていて、おそらく夏と冬とで使い分けられていたと考えられている。

### 中央部
イクニールド・ウェイはケンブリッジシャーと南隣のハートフォードシャーとの間では州境になっており、ロイストン（Royston）はこの境界で2つに分断されている。　ロイストンではイクニールド・ウェイとエルミン街道が交差している。ロイストンとバルドック（Baldock）の間は国道A505線がイクニールド・ウェイの上に作られている。バルドックから東へ進むとパーウェル川（River Purwell）の河畔でイックルフォード（Ickleford）へ出る。イックルフォードの「-フォード」は「川と道が交差する場所」を意味し、イクニールド・ウェイがパーウェル川を渡るところからこの名がある
イックルフォードからベッドフォードシャーのルートン間では、新しい道路がたくさん作られており、多くの場所ではイクニールド・ウェイの場所ははっきりわからなくなっている。墳丘墓や小丘が並んでいたり、古くから頻繁に使われてきたことによってできた凹んだ地形などによって、イクニールド・ウェイの経路が分かる場所もある。ルートンの西隣のダンスタブルDunstableあたりからはチルターン丘陵の北端の斜面に沿うようになる。

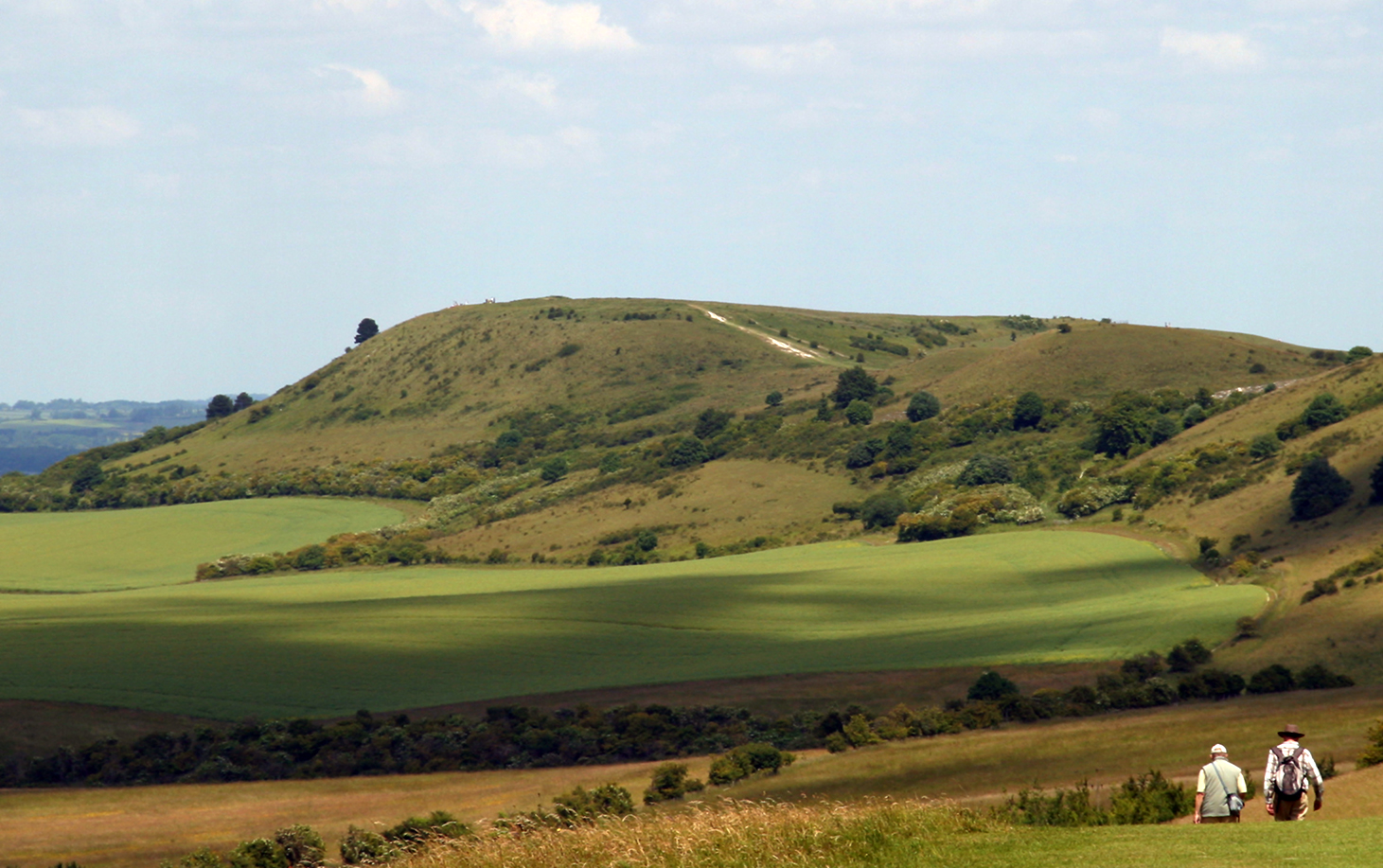
ダンスタブルとアストン・クリントンの間にあるアイヴィングホー峰

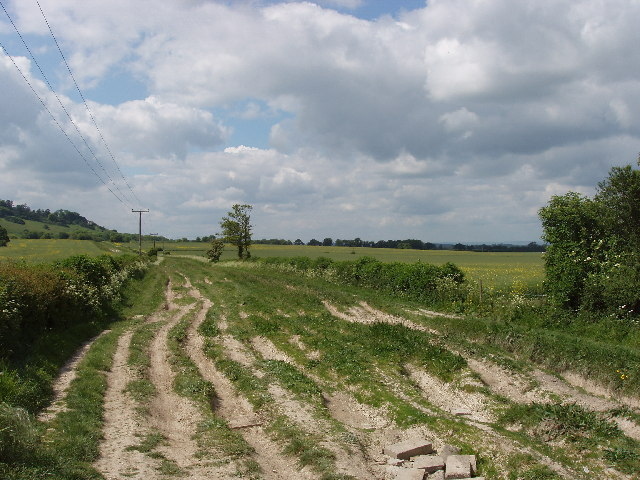
ルークノー付近のイクニールド・ウェイ

ダンスタブルから先はバッキンガムシャーに入るが、しばらくの間、主要道B489線がイクニールド・ウェイに相当し、アストン・クリントン（Aston Clinton）まで続く。その途中にアイヴィングホー峰（Ivinghoe Beacon）と呼ばれる有名な丘がある。イクニールド・ウェイはこの丘を通り、アイヴィングホー（Ivinghoe）の集落に入る。近年設けられたトレッキングコースであるイクニールド・ウェイパスはここが終点となっている。アイヴィングホーから西は、イクニールド・ウェイは並走する2つの経路に分かれ、それぞれ「アッパー・イクニールド・ウェイ」と「ロウアー・イクニールド・ウェイ」と呼ばれている。
この先ではウェンドバー、リズバラなどを経由しながら西へ進み、オックスフォードシャーに入る。ルークノー（Lewknor）でアッパー・イクニールド・ウェイとロウアー・イクニールド・ウェイが合流する。ここからさらに南西へ進むとウォーリングフォード近くのチョールジー（Cholsey）でテムズ川を渡る。

### 南西部

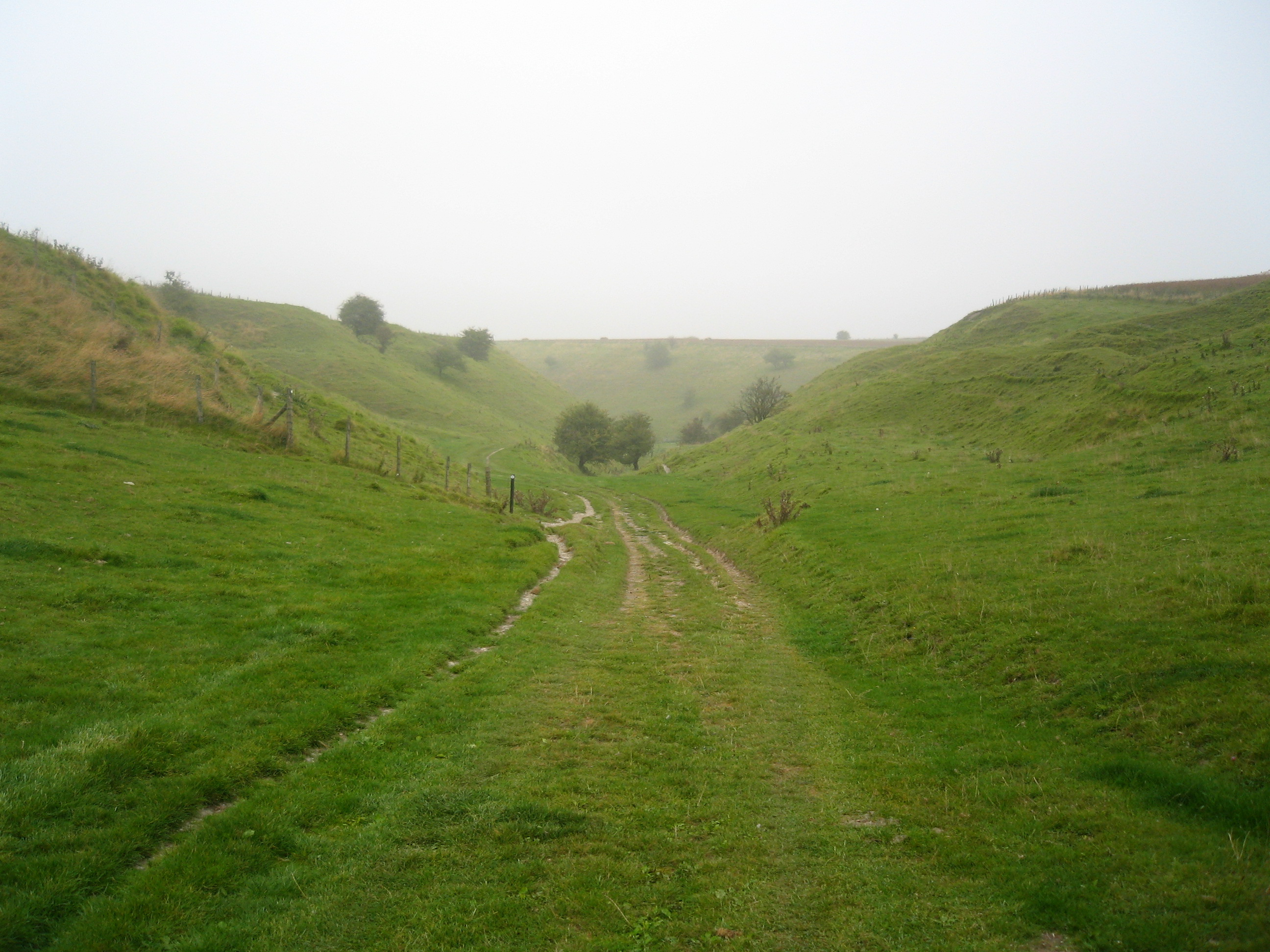
ビショップストーン付近

テムズ川を越えると丘陵地帯はバークシャーダウンズと呼ばれるようになる。ウォンテージ（Wantage）の近くでは、リッジウェイ（The Ridgeway）と呼ばれる丘の尾根を抜け、石灰岩層の北辺に線状に走る湧水地帯と並走している道路が「イクニールド・ウェイ」と呼ばれている。ウォンテージの先のアフィントン（Uffington）にはアフィントンの白馬がある。
アフィントンを過ぎるとまもなく、ビショップストーンでウィルトシャーに入る。イクニールド・ウェイはウェセックス・ダウンズ（ウェセックス丘陵）の斜面の下を通っていると判明している。ウェセックス丘陵を抜けるとソールズベリー平原に入り、ストーンヘンジを過ぎるとソールズベリーに着く。
南西側の終点はソールズベリーだとされるが、エクセターまで通じていたと唱えるものもいる。

## 文献にみるイクニールド・ウェイ

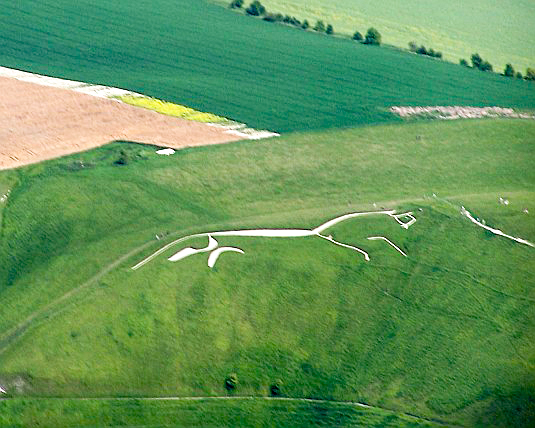
アフィントンのバークシャーダウンズの丘にあるホワイトホースヒル

イクニールド・ウェイに関する最古の言及はアングロサクソン王国の免状の中に、903年から登場すると伝えられている。ただし、実際に現存する最古のものは12世紀か13世紀の紙片で、「Hikenhilt」、「Ic(c)enhilde weg」「Icenhylte」「Icenilde weg」「Ycenilde weg」「Icenhilde weg」などと綴られているが、その詳細は伝わっていない。
こうした免状には、しばしば街道沿いの地名が登場する。たとえばワンバラ（Wanborough）、ハードウェル（アフィントンの近郊）、ハーウェル（Harwell, Oxfordshire）、ブリューベリー（Blewbury）、リズバラ（Risborough）などである。これらはウィルトシャーからバッキンガムシャーまでの40マイル（約64キロ）圏内にある。
イクニールド・ウェイは、1130年代のヘンリー・オブ・ハンティングドンによる記述に登場する「4街道」の1つにあげられている。
- エルミン街道（Ermine Street） - ロンドン（ロンディニウム）からリンカーン（リンダム）を経てヨーク（エボラクム）へ至る）
- ワトルリング街道（Watling Street） - ドーバーからロクセター（Wroxeter）まで
- フォス・ウェイ（Fosse Way） - エクセター（イスカ・デュモニオルム）からリンカーン
- イクニールド・ウェイ - ボートン＝オン＝ザ＝ウォーターからテンプルバラ（Templeborough）まで

これらはアングロサクソンの王国によって建設された。12世紀前半の法典集『Leges Edwardi Confessoris』に拠れば、イクニールド・ウェイは王国の幅いっぱいに横切っていて、これらの街道の旅人には王国の庇護が与えられることになっている。当時の歴史家ジェフリー・オブ・モンマスは、ベリヌス（Belinus）が4街道を修繕したことは、王国が街道を保護している証左だと、と伝えている。
また、13世紀の修道僧マシュー・パリス（Matthew Paris）が1250年頃に作成した「Scema Britannie」と呼ばれたブリテンの簡易道路地図には4街道が載っている。これによるとイクニールド・ウェイは、ソールズベリーからベリーセントエドマンズ（Bury St Edmunds）まで直線で描かれており、他の3街道とはダンスタブル付近で交差している。
14世紀にラノーフ・ヒグデン（Ranulf Higden）が描いたイクニールド・ウェイは大きく異なっていて、ウィンチェスターからバーミンガム、リッチフィールド、ダービー、チェスターフィールド、ヨークを経由してタインマスTynemouthへ通じている。このルートは、ローマ人が作った道の経路に沿っている。ボートン＝オン＝ザ＝ウォーターから、ロザラム（Rotherham）近郊のテンプルバラ（Templeborough）までは、現在イクニールド・ストリート（またはリクニルド・ストリート）と呼ばれ、イクニールド・ウェイとは区別されている。